# Futbol'nyj Klub Mordovija 2013-2014
Questa voce raccoglie le informazioni riguardanti il Futbol'nyj Klub Mordovija nelle competizioni ufficiali della stagione 2013-2014.

## Stagione
Dopo la retrocessione della precedente stagione, la squadra vinse la PFN Ligi ottenendo l'immediato ritorno in Prem'er-Liga.

## Rosa
| N. |                        | Ruolo | Calciatore          |
| -- | ---------------------- | ----- | ------------------- |
| 2  | Russia (bandiera)      | D     | Maksim Budnikov     |
| 4  | Bielorussia (bandiera) | D     | Igor Shitov         |
| 5  | Russia (bandiera)      | D     | Ismail Ediev        |
| 7  | Russia (bandiera)      | C     | Sergey Vaganov      |
| 8  | Russia (bandiera)      | C     | Anton Bober         |
| 9  | Russia (bandiera)      | C     | Rustem Mukhametshin |
| 11 | Russia (bandiera)      | A     | Maksim Rogov        |
| 12 | Montenegro (bandiera)  | D     | Vladimir Bozovic    |
| 13 | Russia (bandiera)      | A     | Mikhail Markin      |
| 15 | Russia (bandiera)      | D     | Aleksandr Dimidko   |
| 16 | Russia (bandiera)      | P     | Anton Kochenkov     |
| 18 | Russia (bandiera)      | C     | Vadim Gagloev       |
| 19 | Moldavia (bandiera)    | C     | Alexandru Suvorov   |
| 20 | Russia (bandiera)      | A     | Sergey Samodin      |
| 24 | Russia (bandiera)      | C     | Andrey Pazin        |

| N. |                    | Ruolo | Calciatore          |
| -- | ------------------ | ----- | ------------------- |
| 33 | Russia (bandiera)  | P     | Denis Shebanov      |
| 34 | Russia (bandiera)  | C     | Igor Krutov         |
| 35 | Georgia (bandiera) | D     | Akaki Khubutia      |
| 40 | Serbia (bandiera)  | D     | Milan Perendija     |
| 48 | Russia (bandiera)  | A     | Evgeniy Lutsenko    |
| 55 | Russia (bandiera)  | D     | Ruslan Nakhushev    |
| 73 | Russia (bandiera)  | C     | Maksim Terentjev    |
| 88 | Russia (bandiera)  | C     | Aleksey Ivanov      |
| 95 | Russia (bandiera)  | P     | Roman Kalyuzhnyi    |
| -  | Russia (bandiera)  | P     | Dmitri Abakumov     |
| -  | Russia (bandiera)  | D     | Radik Yusupov       |
| -  | Russia (bandiera)  | D     | Vladimir Ponomarëv  |
| -  | Russia (bandiera)  | D     | Aleksandr Strokov   |
| -  | Russia (bandiera)  | A     | Dmitriy Kirichenko  |
| -  | Russia (bandiera)  | A     | Ruslan Mukhametshin |

## Risultati

### Kubok Rossii
| Arbitro: | Vladimir Rogulev |

|                        |                      |                    |
| Maksim Malakhovski 45’ | Marcatori            | 20’ Aleksey Ivanov |
|                        | Tiri di rigore 4 – 5 |                    |

| Arbitro: | Vyacheslav Kharlamov |

|                                           |                      |                                          |
| Milan Perendija 53’ Aleksandr Dimidko 57’ | Marcatori            | 19’ Gianluca Nijholt 50’ Dmitriy Kayumov |
|                                           | Tiri di rigore 6 – 5 |                                          |

| Arbitro: | Igor Fedotov |

|                                                       |           |                                    |
| Jeremy Bokila 45’ Jeremy Bokila 67’ Jeremy Bokila 89’ | Marcatori | 70’ Sergey Samodin 80’ Anton Bober |

### Pervenstvo Futbol'noj Nacional'noj Ligi
| Arbitro: | Vyacheslav Popov |

|                                                                                  |           |  |
| Ruslan Mukhametshin 37’ (rig.) Evgeniy Lutsenko 45'+2’ (rig.) Aleksey Ivanov 50’ | Marcatori |  |

| Arbitro: | Evgeni Turbin |

|                                                                                         |           |                        |
| Ruslan Mukhametshin 27’ (rig.) Aleksey Ivanov 35’ Aleksey Ivanov 57’ Aleksey Ivanov 60’ | Marcatori | 20’ (rig.) Ivan Melnik |

| Arbitro: | Vitali Rushakov |

|                                                                                  |           |                                      |
| Tomas Vychodil 30’ Vladislav Ryzhkov 37’ Tomas Vychodil 62’ Mikhail Markosov 84’ | Marcatori | 9’ Akaki Khubutia 35’ Aleksey Ivanov |

| Arbitro: | Igor Nizovtsev |

|                                                                   |           |  |
| Andrey Pazin 3’ Ruslan Mukhametshin 41’ (rig.) Akaki Khubutia 63’ | Marcatori |  |

| Arbitro: | Sergey Karasev |

|  |           |                                |
|  | Marcatori | 15’ (rig.) Ruslan Mukhametshin |

| Arbitro: | Vladislav Bezborodov |

|                         |           |  |
| Rustem Mukhametshin 78’ | Marcatori |  |

| Arbitro: | Kirill Levnikov |

|                                                                |           |  |
| Pavel Deobald 9’ Artur Maloyan 16’ Kostyantyn Dudchenko 90'+1’ | Marcatori |  |

| Arbitro: | Maksim Layushkin |

|                                                                                              |           |  |
| Rustem Mukhametshin 21’ Evgeniy Lutsenko 45'+2’ Anton Bober 57’ (rig.) Aleksey Ivanov 90'+2’ | Marcatori |  |

| Arbitro: | Sergey Lapochkin |

|                                                             |           |  |
| Anton Zabolotnyi 7’ Evgeniy Osipov 27’ Nikolay Zhilyaev 54’ | Marcatori |  |

| Arbitro: | Vyacheslav Kharlamov |

|                                                                               |           |  |
| Ruslan Mukhametshin 19’ (rig.) Ruslan Mukhametshin 28’ Dmitriy Kirichenko 86’ | Marcatori |  |

| Arbitro: | Anton Anopa |

|  |           |                         |
|  | Marcatori | 28’ Ruslan Mukhametshin |

| Saransk 5 settembre 2013, ore 16:00 12ª giornata | Mordovija        | 0 – 0 referto | Alanija Vladikavkaz | Stadio Start (4.000 spett.)\| Arbitro: \| Aleksey Matyunin \| |
| Arbitro:                                         | Aleksey Matyunin |               |                     |                                                               |

| Arbitro: | Timur Arslanbekov |

|                       |           |  |
| Aleksandr Dimidko 59’ | Marcatori |  |

| Arbitro: | Denis Shpilev |

|                    |           |                    |
| Georgi Dzhioev 90’ | Marcatori | 68’ Aleksey Ivanov |

| Arbitro: | Vitali Rushakov |

|                       |           |  |
| Anton Bober 6’ (rig.) | Marcatori |  |

| Arbitro: | Sergej Ivanov |

|                     |           |                 |
| Ivans Lukjanovs 34’ | Marcatori | 14’ Anton Bober |

| Arbitro: | Kirill Levnikov |

|                     |           |  |
| Milan Perendija 61’ | Marcatori |  |

| Tula 18 ottobre 2013, ore 17:00 19ª giornata | Arsenal Tula     | 0 – 0 referto | Mordovija | Stadio Arsenal (10.800 spett.)\| Arbitro: \| Aleksey Nikolaev \| |
| Arbitro:                                     | Aleksey Nikolaev |               |           |                                                                  |

| Arbitro: | Lasha Verulidze |

|  |           |                                                                   |
|  | Marcatori | 41’ (rig.) Anton Bober 70’ Mikhail Markin 77’ Rustem Mukhametshin |

| Arbitro: | Vladimir Rogulev |

|                                        |           |  |
| Rustem Mukhametshin 6’ Anton Bober 61’ | Marcatori |  |

| Arbitro: | Roman Galimov |

|                                       |           |                                                                                      |
| Dmitri Ryzhov 57’ Juan Lescano 90'+4’ | Marcatori | 11’ Mikhail Markin 20’ Anton Bober 22’ Rustem Mukhametshin 90'+1’ (rig.) Anton Bober |

| Arbitro: | Mikhail Belov |

|                    |           |  |
| Mikhail Markin 55’ | Marcatori |  |

| Arbitro: | Vladimir Moskalev |

|                          |           |                                         |
| Aleksey Druzin 6’ (rig.) | Marcatori | 35’ Anton Bober 61’ Rustem Mukhametshin |

| Arbitro: | Sergey Karasev |

|                                                                               |           |                                          |
| Aleksey Ivanov 8’ Anton Bober 31’ Evgeniy Lutsenko 60’ Anton Bober 79’ (rig.) | Marcatori | 65’ Pavel Deobald 90'+4’ Aleksey Pomerko |

| Arbitro: | Igor Nizovtsev |

|                                     |           |                                                  |
| Aleksey Ivanov 5’ Sergey Samodin 9’ | Marcatori | 14’ Seyt-Daut Garakoev 68’ (rig.) Dmitri Golubov |

| Arbitro: | Sergej Kuznetsov |

|  |           |                    |
|  | Marcatori | 59’ Aleksey Ivanov |

| Nazran' 23 marzo 2014, ore 13:00 28ª giornata | Angušt Nazran'        | 0 – 0 referto | Mordovija | Stadio Ruslan Aushev (1.200 spett.)\| Arbitro: \| Vasili Miroshnichenko \| |
| Arbitro:                                      | Vasili Miroshnichenko |               |           |                                                                            |

| Arbitro: | Artem Chistyakov |

|                                                     |           |                                             |
| Evgeniy Lutsenko 19’ (rig.) Rustem Mukhametshin 48’ | Marcatori | 9’ Merabi Uridia 25’ (rig.) Roman Grigoryan |

| Vladikavkaz 4 aprile 2014, ore 12:00 30ª giornata | Alanija Vladikavkaz | 0 – 3 referto | Mordovija | Respublikanskij stadion Spartak\| Arbitro: \| [[]] \| |
| Arbitro:                                          | [[]]                |               |           |                                                       |

| Arbitro: | Vitali Rushakov |

|                                          |           |  |
| Arturs Zjuzins 45'+1’ Dmitriy Sysuev 66’ | Marcatori |  |

| Arbitro: | Timur Arslanbekov |

|                       |           |  |
| Aleksandr Dimidko 62’ | Marcatori |  |

| Salyut 25 aprile 2014, ore 12:00 34ª giornata | Energomaš | 0 – 3 referto | Mordovija | Stadio Saljut\| Arbitro: \| [[]] \| |
| Arbitro:                                      | [[]]      |               |           |                                     |

| Arbitro: | Anton Anopa |

|                                            |           |  |
| Rustem Mukhametshin 20’ Aleksey Ivanov 55’ | Marcatori |  |

| Arbitro: | German Kravchenko |

|                                                                                        |           |                                                 |
| Oleg Vlasov 4’ Aleksandr Katsalapov 22’ Aleksandr Katsalapov 30’ Aleksandr Salugin 85’ | Marcatori | 12’ (aut.) Aleksandr Salugin 74’ Sergey Samodin |

| Arbitro: | Vladimir Moskalev |

|  |           |                             |
|  | Marcatori | 15’ (rig.) Aleksandr Kutjin |

| Arbitro: | Nikolay Voloshin |

|                     |           |  |
| Andrey Panyukov 76’ | Marcatori |  |